# Choerodon schoenleinii
Choerodon schoenleinii är en fiskart som först beskrevs av Valenciennes, 1839.  Choerodon schoenleinii ingår i släktet Choerodon och familjen läppfiskar. IUCN kategoriserar arten globalt som nära hotad. Inga underarter finns listade i Catalogue of Life.